# Elas Cantam Carmen Miranda
Elas Cantam Carmen Miranda é um álbum lançado em 2009 pela Warner Music Brasil em homenagem a Carmen Miranda.

## Descrição
A força de Carmen Miranda (1909 - 1955), como artista de palco e de repertório vasto e original, fez dela uma das principais influências de cantoras de diversas gerações que vieram depois do seu legado. É exatamente esse aspecto que a compilação Elas Cantam Carmen Miranda procura retratar em suas 14 faixas. 

## Faixas
1. Imperador Do Samba – Maria Alcina
2. Fez Bobagem – Zezé Motta
3. O Que E Que A Baiana Tem – Clara Nunes
4. Bamboleo – Simone[2]
5. E Bateu-Se A Chapa – Silvia Maria
6. Me Da Me Da – Maria Alcina
7. Adeus Batucada – Célia
8. Voltei Pro Morro – Maria Bethânia
9. Ta-Hi (Pra Voce Gostar De Mim) – Marisa
10. Ao Voltar Do Samba – Milena
11. Como Vaes Você? – Maria Alcina
12. Cantores Do Radio – Frenéticas
13. Alô, Alô – Maria Alcina